# アンドロメダ座イータ星
アンドロメダ座η星（アンドロメダざイータせい、英語: Eta Andromedae）はアンドロメダ座の方向にある分光連星である。この連星は115.7日の公転周期で回る二つのG型準巨星または巨星から成り、全体の視等級はおよそ4.42等級である。

## 歴史

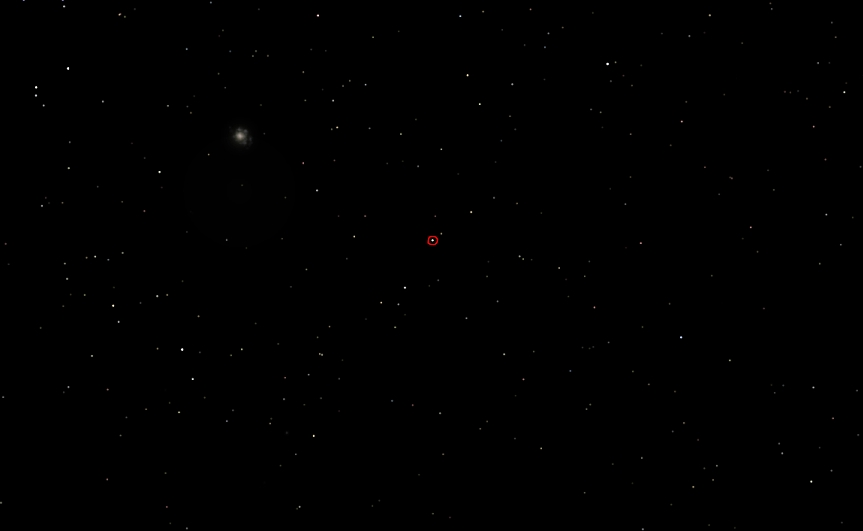
赤丸で囲まれているのがアンドロメダ座η星。背景の左上にあるのはさんかく座銀河(M33)である。

アンドロメダ座η星は1899年から1900年のスペクトルの観測により分光連星であることが分かった。この軌道は1946年、分光観測により計算された。分光法では恒星の視線速度を示すのみなので全ての軌道要素を決定するわけではない。1990年から1992年の観測でアンドロメダ座η星はウィルソン山天文台のMark III Stellar Interferometerにより解像された。これにより軌道の計算が完了し1993年に公表された。

## 名称
中国ではアンドロメダ座η星を含むアステリズムは奎宿 (Kuí Sù) と言われ、アンドロメダ座η星のほか、うお座65番星、アンドロメダ座ζ星、アンドロメダ座ε星、アンドロメダ座δ星、アンドロメダ座π星、アンドロメダ座ν星、アンドロメダ座μ星、アンドロメダ座β星、うお座σ星、うお座τ星、うお座91番星、うお座υ星、うお座φ星、うお座χ星、うお座ψ1星から成る。アンドロメダ座η星自体は奎宿一という。

## 三重星
アンドロメダ座η星は三重星であり上で述べた連星のほかに、もう一つの見かけの伴星を持っている。ボン掃天星表ではBD+22°153 Bと呼ばれ、視等級は11.5等級、アンドロメダ座η星からは129.2秒離れている。